# ماریا شاراپووا
ماریا شاراپووا (به روسی: Мария Юрьевна Шарапова) (زاده ۱۹ آوریل ۱۹۸۷) تنیس‌باز سرشناس روس و دارنده ۵ عنوان قهرمانی مسابقات گرند اسلم تنیس جهان است که در سال ۲۰۲۰ از دنیای تنیس خداحافظی کرد. او در سال‌های ۲۰۰۵ و ۲۰۱۲ رتبه اول بین تنیس‌بازان زن دنیا را کسب کرد. او در سال ۲۰۰۸ با کنار زدن رقبایی مانند ژوستین آنه و آنا ایوانوویچ قهرمان اولین گرند اسلم سال یعنی مسابقات تنیس آزاد استرالیا شد.
او جزء ده تنیس‌باز زن جهان است که توانسته هر ۴ مسابقات تنیس ویمبلدون ۲۰۰۴، آزاد آمریکا ۲۰۰۶، آزاد استرالیا ۲۰۰۸ و آزاد فرانسه ۲۰۱۴ را فتح کند. همچنین او برای نخستین‌بار در بازی‌های المپیک تابستانی ۲۰۱۲ شرکت کرد و برنده مدال نقره شد. او در ۸ فینال گرند اسلم حضور داشته که در ۴ رقابت بازنده شده است. وی جزء ۳۰ تنیس‌باز برتر جهان در طول تاریخ است.
شاراپووا نخستین زنی روسی است که در صدر جدول رتبه‌بندی انجمن تنیس زنان جهان قرار گرفت. در ۵۲ هفته رقابت‌های مختلف، او در بین شرکت‌کنندگان، بهترین نتیجه را کسب کرد. گفتنی است که ماریا پانزدهمین نفری است که موفق به تصاحب این عنوان در طول تاریخ ۳۰ساله حیات این انجمن شده است. شاراپووا بیشترین دستمزد را در بین زنان ورزشکار دریافت کرده است. با آن‌که در آمریکا زندگی می‌کند اما ملیت روسی خود را حفظ کرده است.
او از مارس ۲۰۱۶ تا آوریل ۲۰۱۷ به دلیل دوپینگ از شرکت در مسابقات، محروم بوده است.

## زندگی
ماریا شاراپووا روز ۱۹ آوریل سال ۱۹۸۷ در در شهر نیاگان در ناحیه خودگردان خانتی-مانسی کشور روسیه به دنیا آمد. پدر (یوری) و مادر (یلنا) وی اهل گومل کشور جمهوری سوسیالیستی بلاروس شوروی (بخشی از اتحاد جماهیر سوسیالیستی شوروی) بودند. خانواده او کمی پیش از تولد ماریا به دلیل نگرانی از تبعات فاجعه چرنوبیل به شهر نیاگان در سیبری نقل مکان کرده بودند.

## فعالیت حرفه‌ای

### آغاز
زمانی که در چهار سالگی، راکت تنیسی را به عنوان هدیه از دوست پدرش الکساندر کافلنیکوف دریافت کرد آن‌قدر در خانه و به تنهایی بازی کرد که پدر با دیدن علاقه فرزندش مجاب شد او را در کلاس تنیس نام‌نویسی کند.
در سال ۱۹۹۳ مارتینا ناوراتیلووا متوجه استعداد و توانایی‌های ماریا شد و به پدر ماریا پیشنهاد کرد که آموزش وی را جدی و حرفه‌ای دنبال کند. به دنبال این پیشنهاد پدر ماریا او را در سن ۷ سالگی به آمریکا برد، اما مادرش به‌خاطر مشکل گرفتن روادید نتوانست آن‌ها را همراهی کند.
پس از ورود به آمریکا، ماریا در آکادمی بالتیری شروع به آموزش حرفه‌ای تنیس کرد در حالی‌که به مدت ۲ سال از دیدن مادرش محروم بود. وضعیت بد مالی یوری، وی را وادار کرد که برای گذران زندگی خود و دخترش در مشاغل کم‌درآمدی چون ظرف‌شویی مشغول به کار شود.

### ورود به دنیای حرفه‌ای
در سال ۲۰۰۱ و در حالی که ۱۴ سال داشت، پا به دنیای حرفه‌ای دنیای تنیس گذاشت و در سال ۲۰۰۲ وقتی که به فینال مسابقات جوانان اوپن استرالیا رسید، جوان‌ترین تنیس‌باز تاریخ شد که به این مهم دست یافت. شاراپووا در سال ۲۰۰۴ برای نخستین بار توانست به فهرست ۲۰ تنیس‌باز برتر جهان راه یابد و در ماه اوت ۲۰۰۵ او اولین زن روس بود که در صدر جدول رده‌بندی جهانی تنیس قرار گرفت.

### گرند اسلم
راهنمایی: د. ۱: دور اول، د. ۲: دور دوم، د. ۳: دور سوم، د. ۴: چهارم، ی.چ. ن: یک‌چهارم نهایی، ن.ن. نیمه نهایی، ن. نهایی، ب.: برنده، غ. غایب
| مسابقات            | ۲۰۰۳ | ۲۰۰۴   | ۲۰۰۵   | ۲۰۰۶ | ۲۰۰۷ | ۲۰۰۸ | ۲۰۰۹   | ۲۰۱۰ | ۲۰۱۱ | ۲۰۱۲ | ۲۰۱۳ | ۲۰۱۴ | ۲۰۱۵ | ۲۰۱۶   | ۲۰۱۷ | SR     | W–L    | درصد پیروزی |
| ------------------ | ---- | ------ | ------ | ---- | ---- | ---- | ------ | ---- | ---- | ---- | ---- | ---- | ---- | ------ | ---- | ------ | ------ | ----------- |
| تنیس آزاد استرالیا | د. ۱ | د. ۳   | ن.ن.   | ن.ن. | ن.   | ب.   | غ.     | د. ۱ | د. ۴ | ن.   | ن.ن. | د. ۴ | ن.   | ی.چ. ن | غ.   | ۱ / ۱۳ | ۵۲–۱۲  | ۸۱٪         |
| آزاد فرانسه        | د. ۱ | ی.چ. ن | ی.چ. ن | د. ۴ | ن.ن. | د. ۴ | ی.چ. ن | د. ۳ | ن.ن. | ب.   | ن.   | ب.   | د. ۴ | غ.     | غ.   | ۲ / ۱۳ | ۵۳–۱۱  | ۸۳٪         |
| قهرمانی ویمبلدون   | د. ۴ | ب.     | ن.ن.   | ن.ن. | د. ۴ | د. ۲ | د. ۲   | د. ۴ | ن.   | د. ۴ | د. ۲ | د. ۴ | ن.ن. | غ.     |      | ۱ / ۱۳ | ۴۶–۱۲  | ۷۹٪         |
| آزاد آمریکا (تنیس) | د. ۲ | د. ۳   | ن.ن.   | ب.   | د. ۳ | غ.   | د. ۳   | د. ۴ | د. ۳ | ن.ن. | غ.   | د. ۴ | غ.   | غ.     |      | ۱ / ۱۰ | ۳۲–۹   | ۷۸٪         |
| برد–باخت           | ۴–۴  | ۱۵–۳   | ۱۹–۴   | ۲۰–۳ | ۱۶–۴ | ۱۱–۲ | ۷–۳    | ۸–۴  | ۱۶–۴ | ۲۱–۳ | ۱۲–۳ | ۱۶–۳ | ۱۴–۳ | ۴–۱    |      | ۵ / ۴۸ | ۱۸۳–۴۴ | ۸۱٪         |

 نکته: در تنیس آزاد استرالیا و آزاد فرانسه در سال ۲۰۰۳ شاراپووا در هر دور از مسابقات، برنده سه دور بازی انتخابی در هر دور از مسابقات، جهت ورود به دور اصلی شد.
نکته: در در تنیس آزاد استرالیا و آزاد فرانسه در سال ۲۰۱۶، شاراپووا به نیمه‌نهایی رسید. اما چند ماه بعد نتیجه آزمایش دوپینگ او مثبت اعلام شد؛ بنابراین فدراسیون بین‌المللی تنیس ضمن پس گرفتن مقام و پول پرداخت شده، امتیازهای کسب شده او را لغو کرد.

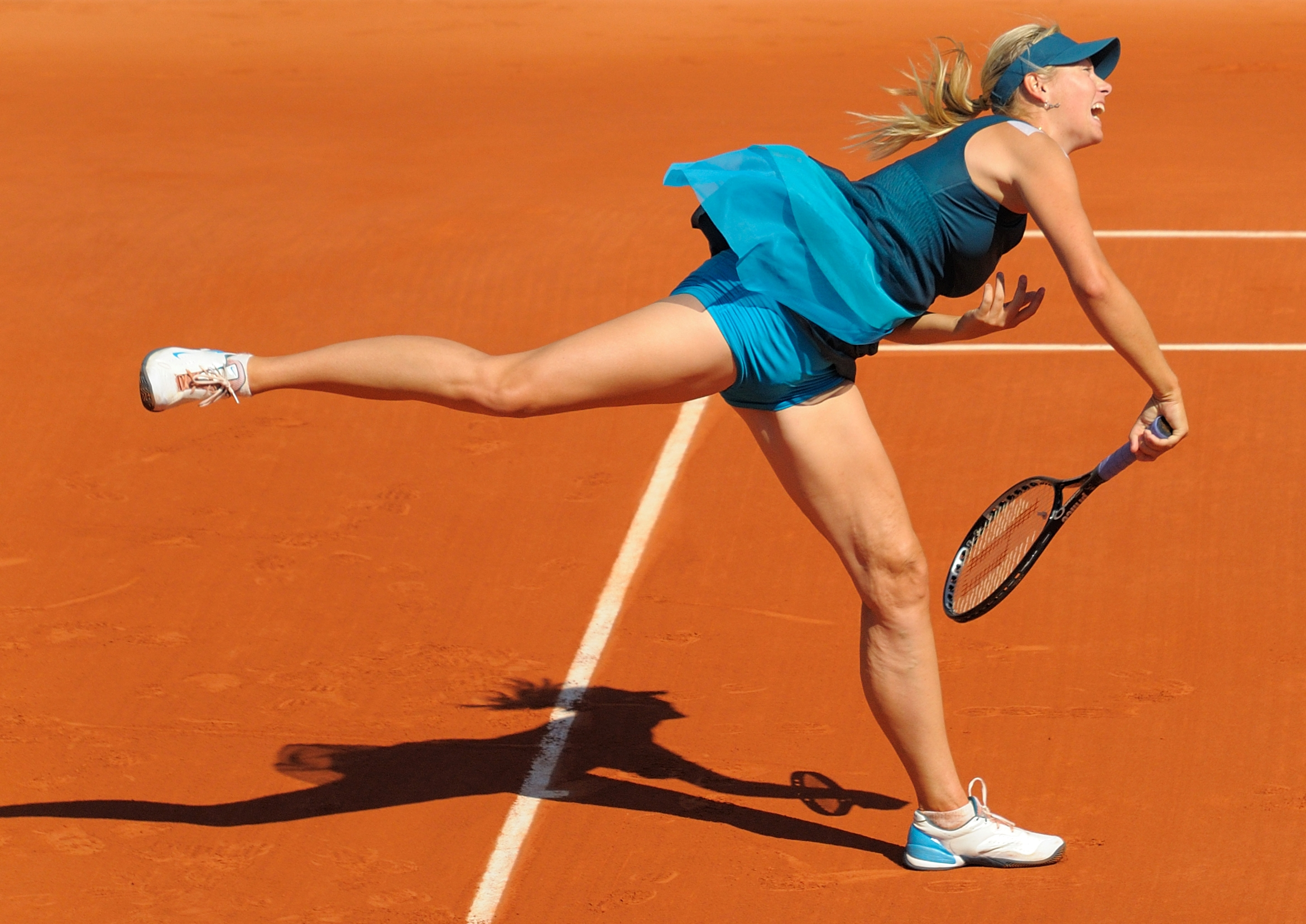
ماریا شاراپووا در چارچوب مسابقات رولند گاروس پاریس (۲۰۰۹)

### فینال: ۱۰ (۵ پیروزی–۵ نایب قهرمانی)
| نتیجه       | سال  | مسابقات               | سطح | رقیب             | امتیاز             |
| ----------- | ---- | --------------------- | --- | ---------------- | ------------------ |
| برنده       | ۲۰۰۴ | مسابقات تنیس ویمبلدون | چمن | سرینا ویلیامز    | ۶–۱، ۶–۴           |
| برنده       | ۲۰۰۶ | آزاد آمریکا           | سخت | ژوستین انه       | ۴–۶، ۴–۶           |
| نایب قهرمان | ۲۰۰۷ | تنیس آزاد استرالیا    | سخت | سرینا ویلیامز    | ۱–۶، ۲–۶           |
| برنده       | ۲۰۰۸ | تنیس آزاد استرالیا    | سخت | آنا ایوانوویچ    | ۵–۷، ۳–۶           |
| نایب قهرمان | ۲۰۱۱ | مسابقات تنیس ویمبلدون | چمن | پترا کویتووا     | ۳–۶، ۴–۶           |
| نایب قهرمان | ۲۰۱۲ | تنیس آزاد استرالیا    | سخت | ویکتوریا ازارنکا | ۳–۶، ۰–۶           |
| برنده       | ۲۰۱۲ | آزاد فرانسه           | رس  | سارا ارانی       | ۶–۳, ۶–۲           |
| نایب قهرمان | ۲۰۱۳ | آزاد فرانسه           | رس  | سرینا ویلیامز    | ۴–۶, ۴–۶           |
| برنده       | ۲۰۱۴ | آزاد فرانسه (۲)       | رس  | سیمونا هالپ      | ۶–۴, ۶–۷(۵–۷), ۶–۴ |
| نایب قهرمان | ۲۰۱۵ | تنیس آزاد استرالیا    | سخت | سرینا ویلیامز    | ۳–۶, ۶–۷(۵–۷)      |

## دوپینگ
در مارس ۲۰۱۶ آزمایش دوپینگ او مثبت اعلام شد. شاراپووا در ۷ مارس ۲۰۱۶ در یک کنفرانس خبری در لس آنجلس تأیید کرد که از ماده ممنوعه استفاده کرده است. او از ماده‌ای به نام ملدونیوم استفاده کرده بود که تا ژانویه ۲۰۱۶ جز مواد ممنوعه نبوده و مطابق اظهاراتش، وی از این موضوع بی‌خبر بوده است. سازمان جهانی مبارزه با دوپینگ اعلام کرد دست کم طی ۵ نامه کتبی در مورد ممنوعیت استفاده از این ماده از ابتدای سال ۲۰۱۶ میلادی، به خانم شاراپووا هشدار داده بوده ولی این قهرمان روس اخطارها را جدی نگرفته است. پس از انتشار این خبر اکثر بازیکنان تنیس از او حمایت کردند. همچنین در پی این اتفاق یک آژانس وابسته به سازمان ملل متحد اعلام کرد که سازمان ملل همکاری خود با او به عنوان سفیر حسن نیت سازمان ملل را متوقف کرده است.
در پی این اتفاق فدراسیون بین‌المللی تنیس اعلام کرد، ماریا شاراپووا به دلیل مثبت اعلام شدن تست دوپینگ به مدت دو سال از حضور در مسابقات تنیس محروم است. این موضوع برای او تبعات مالی سنگینی داشت و بسیاری از حامیان مالی از همکاری با او انصراف دادند.

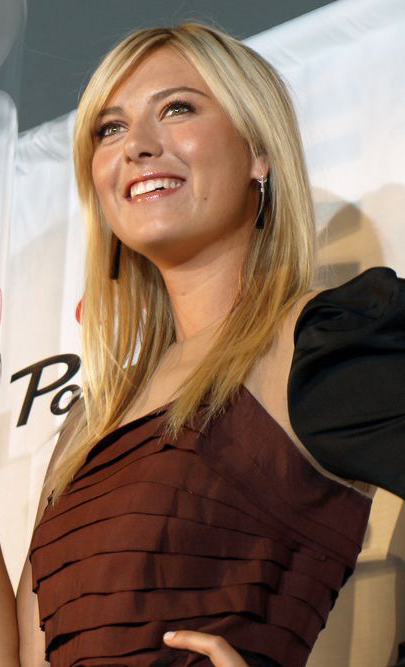
در مراسم رونمایی از یک دوربین دیجیتال شرکت کانن (سال ۲۰۰۸)

## بازگشت به مسابقات
پس از پایان دوره محرومیت اعلام شد که ماریا شاراپووا، تنیس‌باز بدون رنک جهان بعد از ۱۵ ماه آماده بازگشت به مسابقات است و با استفاده از سهمیه آزاد (دریافت وایلد کارت) در مسابقات تنیس اشتوتگارت، مادرید و رم شرکت کند. همچنین شاراپووا در گفتگویی اظهار داشت: من دوران محکومیتم را سپری کردم، چرا نباید برای حضور در مسابقات پافشاری کنم؟ آیا دلیل دیگری برای تنبیه من وجود دارد؟ من دلیلی نمی‌بینم.
به دنبال اعلام این خبر، برخی مارک‌های تجاری مانند نایکی، حمایت مالی خود را از سر گرفتند. نایکی از یازده سالگی حامی مالی شاراپووا بوده است.

## ثروت
بر اساس نشریه فوربز، شاراپووا از ژوئن ۲۰۱۵ تا مارس ۲۰۱۶ مبلغ ۱/۹ میلیون دلار آمریکا از جوایز مسابقات تنیس و بیست میلیون دلار از حامیان مالی خود درآمد داشته است. از این نظر تنها رقیب او سرنا ویلیامز است.

## تحصیل
مکس آیزنباد، مدیر برنامه‌های شاراپووا روز دوشنبه ۲۷ ژوئن ۲۰۱۶ اعلام کرد که شماره یک سابق دنیا در تابستان برای گذارندن دو دوره آموزشی تجارت به مدت دو هفته به دانشگاه هاروارد خواهد رفت. شاراپووا پیش از آن در حساب توییتر و فیس‌بوک خود عکسی منتشر کرده بود که در کنار تابلویی از دانشگاه هاروارد نشسته است.

## پانویس

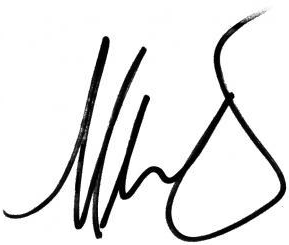
امضای ماریا شاراپووا